# Hibbertia cuneiformis
Hibbertia cuneiformis är en tvåhjärtbladig växtart som först beskrevs av Jacques-Julien Houtou de La Billardière, och fick sitt nu gällande namn av Smith. Hibbertia cuneiformis ingår i släktet Hibbertia och familjen Dilleniaceae. Inga underarter finns listade i Catalogue of Life.

## Bildgalleri

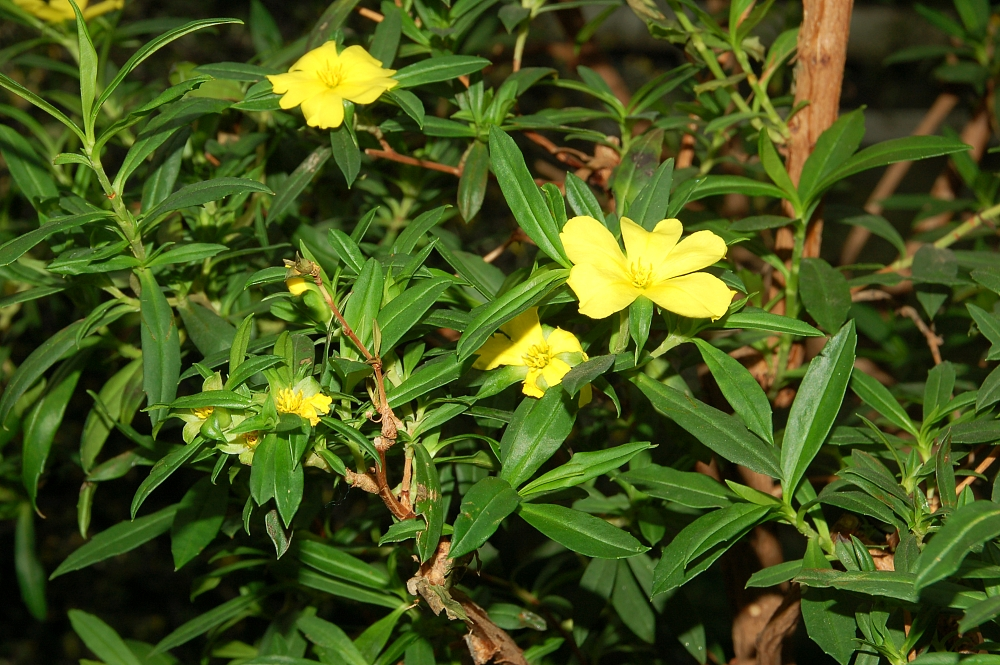